# Aphis wahena
Aphis wahena är en insektsart som beskrevs av Hottes och Wehrle 1951. Aphis wahena ingår i släktet Aphis och familjen långrörsbladlöss. Inga underarter finns listade i Catalogue of Life.